# Ordinamento giudiziario militare italiano
L'ordinamento giudiziario militare italiano  è il complesso di organi attraverso i quali la Giustizia militare esercita la giurisdizione per i reati militari commessi da appartenenti alle forze armate italiane. La giustizia militare trova la sua collocazione nell'ambito del Ministero della Difesa alla stessa stregua della Giustizia ordinaria che trova la sua collocazione nell'ambito del Ministero della giustizia.
Dispone di un proprio organo di autogoverno denominato consiglio della magistratura militare. Nei rapporti con il Consiglio e i magistrati militari, il Ministro della Difesa ha una posizione identitica a quella esistente tra il Ministro della giustizia con il Consiglio Superiore della Magistratura e i magistrati ordinari.

## Storia
La giustizia militare italiana, regolamentata dalla legislazione sarda-piemontese sin dal 1850, venne in seguito disciplinata organizzata nella prima metà del secolo scorso dal R.D. 9 settembre 1941, n. 1022. Con la nascita della Repubblica Italiana il fondamento della sua legittimità è statuito dall'art. 103 della Costituzione, il suo ordinamento e la disciplina sono stati pesantemente modificati, da ultimo, dalle leggi 7 maggio 1981, n. 180 e 24 dicembre 2007, n. 244.

### La riforma del 1981
La grande riforma dell'ordinamento disciplinare delle forze armate italiane - realizzata con la legge 11 luglio 1978, n. 382 "Norme di principio sulla disciplina militare", con il Regolamento di attuazione della Rappresentanza militare adottato con D.P.R. 4 novembre 1979, n. 691 e relativo Regolamento interno per l'organizzazione e il funzionamento della Rappresentanza militare adottato con DM 9 ottobre 1985 nonché con il Regolamento di Disciplina militare approvato con D.P.R. 18 luglio 1986, n. 545 - che, come autorevolmente affermato da Boursier-Niutta e Gentili nel loro Codice di disciplina militare, trasformava il soldato-suddito dell'Ordinamento disciplinare del 1964 nel soldato-cittadino postulava una radicale riforma della giustizia militare che sino ad allora era stata una "giustizia cd dei capi", orientata a tutelare il solo "interesse militare".
La riforma venne infatti varata con la legge 7 maggio 1981, n. 180. Essa fissava in 9 il numero dei tribunali militari, istituiva la Corte militare di appello unica per tutto il territorio nazionale ma con due sezioni staccate a Verona e a Napoli, destinava alla presidenza dei collegi giudicanti un magistrato militare e non più a un ufficiale, variava numericamente la composizione dei collegi, venivano soppressi il Tribunale Supremo militare, i tribunali militari di bordo, i tribunali militari presso i corpi di spedizione all'estero, e le altre giurisdizioni militari speciali. Veniva, altresì, istituito presso la Corte di cassazione un autonomo ufficio del P.M.
Provvedimenti, questi, che allineavano procedure e garanzie del processo penale militare a quelle del processo penale ordinario.
Tra l'altro, l'art. 1 della legge n. 180/1981 estendeva ai magistrati militari lo stesso status dei magistrati ordinari mentre la legge 30 dicembre 1988, n. 561 istituì il Consiglio della magistratura militare.
Nel 1989 entravano in vigore il nuovo codice di procedura penale e le relative disposizioni di attuazione e coordinamento, che estendevano le norme processuali comuni ai processi penali militari.

### La riforma del 2007
A decorrere dal luglio 2008, la giustizia militare è andata incontro alla riforma più radicale e profonda che mai sia intervenuta in Italia in questo campo.
Infatti, il legislatore, al termine di un lungo e complesso dibattito che non è da ritenersi ancora esaurito - preso atto che la soppressione dell'"esercito di popolo" - conseguente la sospensione alle chiamate del servizio militare di leva in Italia - ha determinato di continuare a mantenere la giurisdizione militare limitandone all'essenziale organi e personale.
Al vertice della struttura vi è il Consiglio della magistratura militare presieduto di diritto dal primo Presidente della Corte di cassazione. Fanno parte del Consiglio il procuratore generale militare presso la Corte di cassazione, quattro componenti eletti tra i magistrati militari, un componente estraneo alla magistratura militare - scelto di intesa tra i due presidenti delle Camere fra professori ordinari di materie giuridiche e avvocati con almeno 15 anni di esercizio professionale - che assume le funzioni di vicepresidente .
Gli uffici giudiziari hanno al loro vertice la Procura generale militare presso la suprema Corte di cassazione.
In Roma ha sede la Corte militare di appello  e la Procura Generale militare nonché il tribunale militare di Sorveglianza.
La funzione giurisdizionale militare di 1º grado è devoluta ai tribunali militari di Verona, di Roma e di Napoli. Presso ogni tribunale militare è istituito un Ufficio del giudice per le indagini preliminari e un Ufficio del giudice per l'udienza preliminare nonché la Procura militare della Repubblica.
Il Tribunale militare e la Procura militare di Roma mantengono inoltre la competenza sui reati militari commessi all'estero.

## I giudici militari
L'Ordinamento giudiziario militare assolve la sua funzione giurisdizionale con l'impiego di magistrati militari professionali, che nonostante il nome sono civili, nonché con l'integrazione nei collegi giudicanti anche di estranei alla giustizia ma appartenenti alle Forze Armate o alla Guardia di Finanza, similmente alla formazione delle Corti d'assise nell'ambito della giustizia ordinaria.
Infatti, il Collegio giudicante della Corte militare di appello è formato dal Presidente della Corte, da due magistrati militari di appello, con funzione di giudice, e da due militari di una delle Forze armate o della Guardia di finanza, di grado pari a quello dell'imputato (se ufficiale) e comunque non inferiore a tenente colonnello, periodicamente estratti a sorte, con funzione di giudice.
Il Collegio giudicante dei tribunali militari invece è presieduto dal Presidente del Tribunale, da un magistrato militare, con funzione di giudice, e da un ufficiale delle Forze armate o della Guardia di Finanza, di grado pari a quello dell'imputato (se ufficiale), estratto periodicamente a sorte, con funzione di giudice.
Il tribunale militare di Sorveglianza è composto da tutti i magistrati militari di sorveglianza e di esperti nominati dal Consiglio della magistratura militare.
Le funzioni requirenti sono tutte devolute a magistrati militari affiancati ai rispettivi organi giudicanti:
- Il procuratore generale militare presso la Corte di cassazione e i suoi sostituti, presso la suprema Corte;
- Il procuratore generale presso la Corte militare di appello e i sostituti procuratori Generali presso la Corte militare di appello;
- Il procuratore militare presso il tribunale militare e i sostituti procuratori militari presso i tribunali militari.